# SMS Roon
Le SMS Roon est un croiseur cuirassé de la Kaiserliche Marine (marine impériale allemande) de la classe Roon dont l'unique sister-ship est le SMS Yorck. Il a été lancé en 1903 et baptisé d'après le Generalfeldmarschall prussien, le comte Albrecht von Roon.

## Service
Le navire est bâti, pour un coût de 15 345 000 marks, par les chantiers navals impériaux de Kiel et lancé le 27 juin 1903, mais il n'est mis en service que trois ans plus tard, le 5 avril 1906. Il est affecté aux forces d'éclairage et participe régulièrement aux manœuvres habituelles, ainsi qu'en 1907 à un voyage aux États-Unis, avec le SMS Bremen. Il est en service en tant que navire amiral en 1908 au IIe groupe d'éclairage de la Hochseeflotte avec le SMS Yorck. Cependant lorsque les croiseurs de bataille sont mis en service, il est rapidement dépassé et mis hors service en 1911. Il est remplacé par le SMS Moltke.
Il est réactivé au déclenchement de la Première Guerre mondiale et devient navire amiral du IIIe groupe d'éclairage (ou de reconnaissance) commandé par le contre-amiral von Rebeur-Paschwitz qui patrouille en mer Baltique. Il participe au bombardement de Yarmouth, le 3 novembre 1914, puis à l'opération de bombardement de Scarborough, Hartlepool et Whitby les 15 et 16 décembre 1914. Il entre en contact au petit matin avec le HMS Unity et le HMS Lynx, mais aucun tir n'est échangé. Il est ensuite poursuivi par le HMS New Zealand, mais il abandonne la poursuite dans la matinée. Finalement l'amiral von Ingenohl décide de rebrousser chemin, ayant mal évalué les forces ennemies en présence.
Le navire prend part à la bataille de l'île de Gotland, le 2 juillet 1915. Elle est déclenchée lorsque quatre navires russes, les deux croiseurs cuirassés russes Amiral Makaroff et Bayan et les deux croiseurs légers Bogatyr et Oleg, attaquent par surprise le croiseur SMS Albatross, escorté par le croiseur léger SMS Augsburg et trois destroyers. Le SMS Augsburg arrive à s'échapper, tandis que les destroyers couvrent la retraite du SMS Albatross qui, sévèrement endommagé, est obligé de se réfugier dans les eaux suédoises, la Suède étant pays neutre. Le SMS Roon, accompagné du SMS Lübeck, font une sortie pour relever les destroyers. En arrivant sur zone, le SMS Roon échange des tirs avec le Bayan, tandis que le SMS Lübeck ouvre le feu sur l’Oleg. Peu après, le Rurik arrive avec un destroyer pour renforcer la flottille russe. Un duel à l'artillerie s'engage au cours duquel le SMS Roon est touché plusieurs fois, ce qui le force à la retraite.
Le 10 août suivant, il est avec le SMS Prinz Heinrich au large de Zerel au sud de l'île d'Ösel (péninsule de Sworbe), où plusieurs destroyers russes sont ancrés. Les croiseurs allemands les prennent par surprise et infligent des dommages à l'un d'entre eux.
Le SMS Roon est désarmé en novembre 1916 et converti en casernement à Kiel, jusqu'à la fin de la guerre. L'éventualité de le transformer en tender d'aviation est envisagée, mais les autorités navales y renoncent.
Il est rayé des cadres, le 25 novembre 1920, et démoli l'année suivante à Kiel.

## Commandants
- 3 février 1916 - ?: korvettenkapitän Titus Türk (de)
- Avril - septembre 1906: Kapitän zur See Fritz Hoffmann
- Septembre - octobre 1906: fregattenkapitän Oskar von Platen-Hallermund (de)
- Octobre 1906 - septembre 1907: Kapitän zur See Karl Zimmermann (de)
- Octobre 1907 - septembre 1908: fregattenkapitän, puis kapitän zur See Friedrich Schrader (de)
- Octobre 1908 - septembre 1910: fregattenkapitän, puis kapitän zur See Georg Scheidt
- Septembre 1910 - septembre 1911: kapitän zur See Hans von Abeken
- Août 1914 - avril 1915: kapitän zur See Johannes von Karpf
- 28 avril 1915 - 29 janvier 1916: fregattenkapitän, puis kapitän zur See Hans Gygas (de)
- Janvier - février 1916: korvettenkapitän Ernst Hoffmann
- Novembre 1916 - janvier 1917: korvettenkapitän Walter Holtzapfel (de)
- Janvier - février 1917: korvettenkapitän Bruno Hintze
- Février 1917 - janvier 1918: kapitän zur See Wilhelm Adelung (de)
- Janvier - décembre 1918: fregattenkapitän, puis kapitän zur See Bruno Heuberer